# Incident de Kecksburg

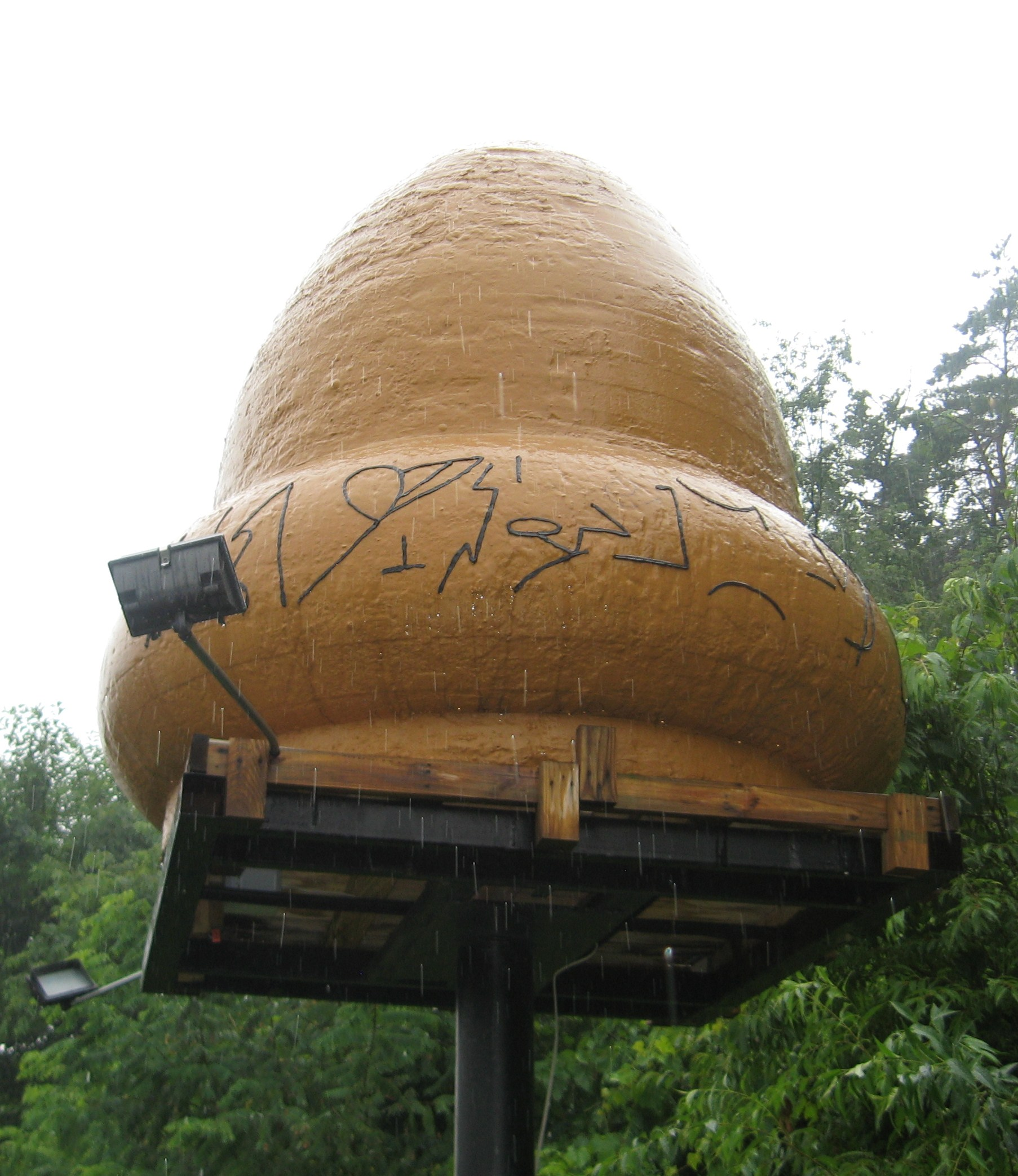
Reproduction de l'OVNI aperçu, faite originellement pour l'émission Unsolved Mysteries, placée près de la caserne des pompiers de Kecksburg.

L'incident de Kecksburg se déroula le 9 décembre 1965 en Pennsylvanie. Une intense boule de feu a été aperçue par plusieurs milliers de personnes dans au moins six États américains ainsi qu'en Ontario, au Canada. Elle est décrite par les médias comme un météore, d'autres personnes parlent de crash d'ovni suivi de la récupération de son épave par l'armée américaine[réf. nécessaire].

## Chronologie des événements
Le 9 décembre 1965, vers 16 h 30, plusieurs centaines de témoins répartis sur 3 états américains (Michigan, Ohio et Pennsylvanie) ainsi qu'au Canada aperçurent une boule de feu suivie d'une traînée de vapeur traverser le ciel sur un axe nord-ouest/sud-est.
Plusieurs pilotes, en vol au moment des faits, aperçurent la boule de feu et parlèrent d'onde de choc ressentie lors du passage de l'objet.
La traînée de vapeur persista plus de 20 minutes après le passage de l'objet (elle fut d'ailleurs filmée et photographiée par de nombreux témoins).
À 16 h 45, deux enfants qui jouaient dans un bois à côté de la petite ville de Kecksburg (Pennsylvanie) virent un objet lumineux s'écraser au milieu de la forêt et mettre le feu aux arbres alentour.
Immédiatement, ils rentrèrent au domicile familial, racontèrent l'histoire à leur mère qui prévint la police et les pompiers.
Alors que les forces de police ainsi que les pompiers arrivaient juste sur le site, un escadron militaire de la base de Lockbourne (Ohio) se présenta sur les lieux, prit le contrôle de la zone et intima l'ordre à toutes les personnes présentes (pompiers, policiers ou civils) de partir immédiatement.
Peu de temps après, le responsable du détachement militaire prévint les autorités locales qu'ils n'avaient rien trouvé sur le site et l'escadron repartit. 
On retrouva quelques débris métalliques à Lapeer (Michigan). Ils s'avérèrent être des leurres radar en aluminium fréquemment utilisés par les chasseurs de l'US Air Force.

## Explications officielles
La thèse officielle, à l'époque des faits, fut celle de la chute d'une météorite qui se désintégra au moment de l'impact. La NASA affirme aujourd'hui qu'il s'agissait des restes d'un satellite russe.
Au début de 2002, John Podesta (ancien conseiller du président Bill Clinton) et Leslie Kean (journaliste indépendante) portèrent l'affaire en justice au nom de la Loi sur la Liberté de l'information afin d'obliger le gouvernement à publier les documents dont il disposait sur cette affaire. En décembre 2005, une décision de justice fut rendue et le porte-parole de la NASA annonça que « le gouvernement avait, en fait, récupéré à Kecksburg les restes d'un satellite russe mais que tous les documents d'époque avaient été égarés au début des années 90 ». Une deuxième action en justice est en cours afin d'en savoir plus sur la disparition des documents.

## Hypothèse
Cinquante ans après les faits, John Ventre et Owen Eichler, deux chercheurs du comté de Westmoreland (Pennsylvanie), ont suggéré l'hypothèse d'une opération militaire visant à la récupération d'un véhicule de rentrée potentiellement radioactif pour expliquer l'intervention et la sécurisation rapide des lieux du crash par l'armée. Le véhicule en question, de type « General Electric Mark 2 », aurait servi au développement de la recherche spatiale et été maintenu secret jusqu'en 1991.